# Хомутников, Василий Алексеевич
Васи́лий Алексе́евич Хому́тников, псевдоним в Монголии: Санжи́ Иште́рович Кике́ев (1891—1945) — полковник Рабоче-крестьянской Красной армии, участник Первой мировой, гражданской и Великой Отечественной войн, военный разведчик, руководитель первой советской секретной экспедиции в Тибет.

## Биография
Калмык по национальности, из донских казаков. Родился в октябре 1891 года в станице Денисовской Области Войска Донского. В 1913 году призван на службу в царскую армию. Участвовал в боях Первой мировой войны. После Февральской революции 1917 года избран членом полкового комитета 2-го Донского казачьего полка. Вступил в Красную гвардию, участвовал в Октябрьской революции и штурме Зимнего дворца.
В годы Гражданской войны Хомутников возглавил взвод революционного отряда защиты прав трудового казачества, затем командовал кавалерийским полком. Участвовал в обороне Царицына, военных действиях на Дону и Северном Кавказе, боях на Дальнем Востоке с формированиями Унгерна и Семёнова, установлении советской власти в Монголии. Приказом Революционного Военного Совета Республики в 1921 году награждён орденом «Красное Знамя» РСФСР.
С сентября 1921 по сентябрь 1922 года руководил первой советской секретной экспедицией в Лхасу. Вёл переговоры с Далай-ламой XIII и министрами тибетского правительства. Собрал разведывательную информацию о положении в Тибете.
Командир дивизиона при школе Красной армии (сентябрь 1922 — май 1923), командир 1-го Монгольского полка (май 1923 — сентябрь 1924). Советский военный советник и разведчик в Монголии. В 1922—1924 годах неоднократно бывал с заданиями разведки в Китае, Тибете, Индии.
После окончания Гражданской войны Хомутников продолжил службу в армии. В 1925 году окончил кавалерийские курсы усовершенствования командного состава. С 1930 года занимал должность военкома Калмыцкой автономной области. В 1933 году уволен в запас, работал председателем Калмыцкого облисполкома. Избирался делегатом XVII съезда ВКП(б), депутатом Верховного Совета СССР 1-го созыва, председателем Президиума Верховного Совета Калмыцкой АССР. С ноября 1935 по июль 1938 года — председатель ЦИК Калмыцкой АССР. Репрессирован, но вскоре реабилитирован.
В начале Великой Отечественной войны Хомутников повторно был призван в армию и назначен заместителем командира 110-й Калмыцкой кавалерийской дивизии. С мая 1942 года участвовал в боях на Дону. С августа 1942 года командовал этой же дивизией, участвовал в битве за Кавказ. С февраля 1943 года полковник Хомутников воевал в должности заместителя командира 180-й стрелковой дивизии.
Умер 2 февраля 1945 года от ран, полученных в боях за Будапешт (по другим данным, умер от болезни). Похоронен в колумбарии Новодевичьего кладбища Москвы.
Награждён орденами Отечественной войны 1-й степени и Красной Звезды, рядом медалей.
В честь Хомутникова названы посёлок Хомутников в Калмыкии и улица в Элисте.